# Labuan Bontong
Labuan Bontong is een bestuurslaag in het regentschap Sumbawa van de provincie West-Nusa Tenggara, Indonesië. Labuan Bontong telt 2428 inwoners (volkstelling 2010).